# Alberto Michelotti
Alberto Michelotti (Parma, 1930. július 15. – Parma, 2022. január 18.) olasz labdarúgó, nemzetközi labdarúgó-játékvezető.

## Pályafutása

### Nemzeti játékvezetés
Játékvezetésből Parmában vizsgázott. Vizsgáját követően a Parma megyei Labdarúgó-szövetsége által üzemeltetett labdarúgó bajnokságokban kezdte sportszolgálatát. Az Olasz Labdarúgó-szövetség Játékvezető Bizottságának (JB) minősítésével a Serie B, majd 1967-től a Serie A játékvezetője. Küldési gyakorlat szerint rendszeres partbírói szolgálatot is végzett. A nemzeti játékvezetéstől 1981-ben vonult vissza. Serie A mérkőzéseinek száma: 145.
| Időpont           | Helyszín                  | Mérkőzés típusa          | Mérkőzés                  | Eredmény |
| ----------------- | ------------------------- | ------------------------ | ------------------------- | -------- |
| 1968. április 14. | San Paolo Stadion, Nápoly | első Serie A mérkőzése   | SSC Napoli–AS Varese 1910 | 5 – 0    |
| 1981. május 17.   | San Paolo Stadion, Nápoly | utolsó Serie A mérkőzése | SSC Napoli–Juventus FC    | 1 – 0    |

#### Nemzeti kupamérkőzések
Vezetett kupadöntők száma: 3.

##### Olasz labdarúgókupa
| Időpont          | Helyszín                         | Mérkőzés típusa         | Mérkőzés                | Eredmény |
| ---------------- | -------------------------------- | ----------------------- | ----------------------- | -------- |
| 1975. június 28. | Olimpiai Stadion, Róma           | döntő                   | ACF Fiorentina–AC Milan | 3 – 2    |
| 1980. május 17.  | Artemio Franchi Stadion, Firenze | döntő                   | AS Roma–Torino FC       | 0 – 0    |
| 1981. május 20.  | Olimpiai Stadion, Torino         | döntő második találkozó | Torino FC–AS Roma       | 1 – 1    |

### Nemzetközi játékvezetés
Az Olasz labdarúgó-szövetség JB terjesztette fel nemzetközi játékvezetőnek, a Nemzetközi Labdarúgó-szövetség (FIFA) 1973-tól tartotta nyilván bírói keretében. Több nemzetek közötti válogatott, valamint UEFA-kupa, Kupagyőztesek Európa-kupája, Vásárvárosok kupája és Bajnokcsapatok Európa-kupája klubmérkőzést vezetett, vagy működő társának partbíróként segített. A 70-es évek egyik legjobb játékvezetője, ennek ellenére a nagy nemzetközi tornákon nem kapott lehetőséget működni. Sajnálatosan módon Sergio Gonellával, a korszak egyik utolérhetetlen sztárbírójával egy időben szolgálta a labdarúgást. Az olasz nemzetközi játékvezetők rangsorában, a világbajnokság-Európa-bajnokság sorrendjében többedmagával a 14. helyet foglalja el 8 találkozó szolgálatával. A  nemzetközi játékvezetéstől 1981-ben búcsúzott. Válogatott mérkőzéseinek száma: 11.

#### Labdarúgó-világbajnokság
Az 1978-as labdarúgó-világbajnokságon a FIFA JB játékvezetőként alkalmazta. Selejtező mérkőzéseket az UEFA és a CAF zónákban vezetett.
| Időpont            | Helyszín                | Mérkőzés típusa           | Mérkőzés                                                   | Eredmény | Nézők száma |
| ------------------ | ----------------------- | ------------------------- | ---------------------------------------------------------- | -------- | ----------- |
| 1976. október 13.  | GSP Stadion, Nicosia    | előselejtező (7. csoport) | Csehszlovák labdarúgó-válogatott–Skót labdarúgó-válogatott | 2 – 0    | 38 000      |
| 1977. július 15.   | Központi Stadion, Kairó | Afrikai zóna              | Egyiptom–Zambia                                            | 2 – 0    |             |
| 1977. november 16. | Atatürk Stadion, İzmir  | előselejtező (3. csoport) | Törökország–NDK                                            | 1 – 2    | 10 000      |

#### Labdarúgó-Európa-bajnokság
Az 1976-os labdarúgó-Európa-bajnokságon és az 1980-as labdarúgó-Európa-bajnokságon az UEFA JB játékvezetőként foglalkoztatta.

##### 1976-os labdarúgó-Európa-bajnokság
| Időpont           | Helyszín                       | Mérkőzés típusa           | Mérkőzés             | Eredmény | Nézők száma |
| ----------------- | ------------------------------ | ------------------------- | -------------------- | -------- | ----------- |
| 1974. október 13. | Vaszil Levszki Stadion, Szófia | előselejtező (8. csoport) | Bulgaria–Görögország | 3 – 3    | 14 291      |
| 1975. október 30. | Tehelné pole Stadion, Pozsony  | előselejtező (1. csoport) | Csehszlovákia–Anglia | 2 – 1    | 50 651      |
| 1976. május 22.   | Heysel Stadion, Brüsszel       | előselejtező (rájátszás)  | Hollandia–Belgium    | 2 – 1    | 19 050      |

##### 1980-as labdarúgó-Európa-bajnokság

###### Selejtező mérkőzés
| Időpont              | Helyszín                   | Mérkőzés típusa           | Mérkőzés        | Eredmény | Nézők száma |
| -------------------- | -------------------------- | ------------------------- | --------------- | -------- | ----------- |
| 1978. szeptember 20. | Prater Stadion, Bécs       | előselejtező (2. csoport) | Ausztria–Skócia | 3 – 2    | 62 281      |
| 1979. május 2.       | Racecours Stadion, Wrexham | előselejtező (7. csoport) | Wales–NSZK      | 0 – 2    | 26 900      |

###### Európa-bajnoki mérkőzés
| Időpont          | Helyszín               | Mérkőzés típusa              | Mérkőzés                                                   | Eredmény | Nézők száma |
| ---------------- | ---------------------- | ---------------------------- | ---------------------------------------------------------- | -------- | ----------- |
| 1980. június 11. | Olimpiai Stadion, Róma | csoportmérkőzés (A. csoport) | Csehszlovák labdarúgó-válogatott–NSZK labdarúgó-válogatott | 0 – 1    | 11 059      |

#### Olimpiai játékok
Az 1976. évi nyári olimpiai játékokon a FIFA JB bírói szolgálatra alkalmazta. A két mérkőzésen, a korabeli tudósítás szerint keményen fellépett az indokolatlan durvaságokkal szemben: ítélt három büntetőt és kiállított öt játékost! Partbíróként nem foglalkoztatták.
| Időpont          | Helyszín                       | Mérkőzés típusa              | Mérkőzés                                                      | Eredmény | Nézők száma |
| ---------------- | ------------------------------ | ---------------------------- | ------------------------------------------------------------- | -------- | ----------- |
| 1976. július 21. | Olimpiai Stadion, Montréal     | csoportmérkőzés (B. csoport) | Mexikó az olimpiai játékokon–Izrael az olimpiai játékokon     | 2 – 2    | 36 569      |
| 1976. július 25. | Lansdowne Park Stadion, Ottawa | negyeddöntő                  | NDK az olimpiai játékokon–Franciaország az olimpiai játékokon | 4 – 0    | 20 083      |

#### Nemzetközi kupamérkőzések
Vezetett kupadöntők száma: 1

##### UEFA-kupa
| Időpont         | Helyszín                 | Mérkőzés típusa | Mérkőzés                                  | Eredmény | Nézők száma |
| --------------- | ------------------------ | --------------- | ----------------------------------------- | -------- | ----------- |
| 1979. május 23. | Rheinstadion, Düsseldorf | döntő           | Borussia Mönchengladbach–FK Crvena zvezda | 1 – 1    | 45 000      |

## Sportvezetőként
A játékvezetéstől történő visszavonulását követően előbb a helyi amatőr-labdarúgással foglalkozott Emilia-Romagnában. Később Parmában a helyi televíziós társaság szakkommentátoraként, népszerű sportemberként szolgálja a labdarúgást.

## Sikerei, díjai
Az 1973/1974-es időszakban az Olasz Labdarúgó-szövetség JB neki ítélte, a Giovanni Mauro Alapítvány díját, amit az Év Játékvezetője-ként kapott.